# 2010–2011-es női EHF-bajnokok ligája (csoportkör)
Ez a cikk ismerteti a 2010–2011-es női EHF-bajnokok ligája csoportköreinek az eredményeit.

## Formátum
A csoportkörben a 16 részt vevő csapatot négy darab négycsapatos csoportra osztották. A csoporton belül a csapatok oda-vissza vágós rendszerű körmérkőzést játszottak egymással. A csoportok első két helyezettjei jutottak a középdöntőbe.
Azonos pontszám esetén az alábbiak szerint döntik el a sorrendet:
1. Egymás elleni mérkőzéseken szerzett több pont,
2. Egymás elleni mérkőzések alapján számolt gólkülönbség,
3. Egymás elleni mérkőzéseken lőtt több gól,
4. A csoport összes meccse alapján számolt gólkülönbség,
5. A csoportban lőtt gólok száma,
6. Sorsolás.

## Csoportkör

### Kiemelések
A csoportkör sorsolásakor alkalmazott kiemeléseket az alábbi táblázat tartalmazza. A sorsolást 2010. július 13-án tartották Bécsben.
| 1-es kalap                                                       | 2-es kalap                                  | 3-as kalap                                                                 | 4-es kalap                                           |
| ---------------------------------------------------------------- | ------------------------------------------- | -------------------------------------------------------------------------- | ---------------------------------------------------- |
| Hypo Niederösterreich Viborg HK Győri Audi ETO KC Oltchim Vâlcea | Gyinamo Volgograd HC Leipzig Larvik HK Krim | Podravka Koprivnica Toulon Saint-Cyr Var Handball Budućnost Itxako Navarra | Randers HK Zvezda Zvenyigorod IK Sävehof DVSC-Korvex |

### A csoport
| #  | Csapat              | M | Gy | D | V | G+  | G–  | Gk  | P  |
| -- | ------------------- | - | -- | - | - | --- | --- | --- | -- |
| 1. | Budućnost Podgorica | 6 | 6  | 0 | 0 | 193 | 148 | +45 | 12 |
| 2. | Gyinamo Volgograd   | 6 | 3  | 0 | 3 | 191 | 186 | +5  | 6  |
| 3. | Viborg HK           | 6 | 3  | 0 | 3 | 192 | 193 | –1  | 6  |
| 4. | IK Sävehof          | 6 | 0  | 0 | 6 | 163 | 212 | –49 | 0  |

| 2010. október. 09. 20:45 | Budućnost Podgorica | 29–22       | Gyinamo Volgograd | Morača Sports Center, Podgorica Nézőszám: 5000 Játékvezetők: Leszczynski, Piechota (POL) |
| 2010. október. 09. 20:45 | Popović 11          | (15–11)     | Hmirova 5         | Morača Sports Center, Podgorica Nézőszám: 5000 Játékvezetők: Leszczynski, Piechota (POL) |
| 2010. október. 09. 20:45 | 7× 3×               | Jegyzőkönyv | 3× 2×             | Morača Sports Center, Podgorica Nézőszám: 5000 Játékvezetők: Leszczynski, Piechota (POL) |

| 2010. október. 10. 14:00 | IK Sävehof | 24–37       | Viborg HK | Partillebohallen, Partille Nézőszám: 2000 Játékvezetők: Bonaventura, Bonaventura (FRA) |
| 2010. október. 10. 14:00 | Gulldén 7  | (13–19)     | Vărzaru 7 | Partillebohallen, Partille Nézőszám: 2000 Játékvezetők: Bonaventura, Bonaventura (FRA) |
| 2010. október. 10. 14:00 | 3× 2×      | Jegyzőkönyv | 1× 2×     | Partillebohallen, Partille Nézőszám: 2000 Játékvezetők: Bonaventura, Bonaventura (FRA) |

| 2010. október. 17. 14:00 | Gyinamo Volgograd     | 37–26       | IK Sävehof  | Dynamo, Volgograd Nézőszám: 1400 Játékvezetők: Opava, Valek (CZE) |
| 2010. október. 17. 14:00 | Hmirova, Kocsetova 10 | (23–12)     | Wikensten 5 | Dynamo, Volgograd Nézőszám: 1400 Játékvezetők: Opava, Valek (CZE) |
| 2010. október. 17. 14:00 | 3× 3×                 | Jegyzőkönyv | 3× 3×       | Dynamo, Volgograd Nézőszám: 1400 Játékvezetők: Opava, Valek (CZE) |

| 2010. október. 17. 14:25 | Viborg HK   | 25–34       | Budućnost Podgorica | Viborg Stadionhal, Viborg Nézőszám: 2000 Játékvezetők: Lorente, Serradilla (ESP) |
| 2010. október. 17. 14:25 | Mikkelsen 8 | (16–18)     | Bulatović 12        | Viborg Stadionhal, Viborg Nézőszám: 2000 Játékvezetők: Lorente, Serradilla (ESP) |
| 2010. október. 17. 14:25 | 2× 3×       | Jegyzőkönyv | 5× 3×               | Viborg Stadionhal, Viborg Nézőszám: 2000 Játékvezetők: Lorente, Serradilla (ESP) |

| 2010. október. 24. 13:20 | IK Sävehof  | 24–33       | Budućnost Podgorica  | Partillebohallen, Partille Nézőszám: 900 Játékvezetők: Brkic, Jusufhodzic (AUT) |
| 2010. október. 24. 13:20 | Helleberg 8 | (13–16)     | Bulatović, Popović 7 | Partillebohallen, Partille Nézőszám: 900 Játékvezetők: Brkic, Jusufhodzic (AUT) |
| 2010. október. 24. 13:20 | 1× 2×       | Jegyzőkönyv | 3× 3×                | Partillebohallen, Partille Nézőszám: 900 Játékvezetők: Brkic, Jusufhodzic (AUT) |

| 2010. október. 24. 14:00 | Gyinamo Volgograd | 41–33       | Viborg HK      | Dynamo, Volgograd Nézőszám: 1500 Játékvezetők: Horváth, Marton (HUN) |
| 2010. október. 24. 14:00 | Kocsetova 17      | (20–15)     | Jurack, Skov 7 | Dynamo, Volgograd Nézőszám: 1500 Játékvezetők: Horváth, Marton (HUN) |
| 2010. október. 24. 14:00 | 5× 3×             | Jegyzőkönyv | 6× 3× 1×       | Dynamo, Volgograd Nézőszám: 1500 Játékvezetők: Horváth, Marton (HUN) |

| 2010. november. 07. 14:20 | IK Sävehof         | 30–35       | Gyinamo Volgograd | Partillebohallen, Partille Nézőszám: 600 Játékvezetők: Florescu, Duta (ROU) |
| 2010. november. 07. 14:20 | Odén, Wikenstein 7 | (17–16)     | Jacenko 10        | Partillebohallen, Partille Nézőszám: 600 Játékvezetők: Florescu, Duta (ROU) |
| 2010. november. 07. 14:20 | 3× 2×              | Jegyzőkönyv | 1× 3×             | Partillebohallen, Partille Nézőszám: 600 Játékvezetők: Florescu, Duta (ROU) |

| 2010. november. 07. 19:30 | Budućnost Podgorica    | 32–24       | Viborg HK         | Morača Sports Center, Podgorica Nézőszám: 4500 Játékvezetők: Brunovský, Čanda (SVK) |
| 2010. november. 07. 19:30 | Bulatović, Radičević 6 | (16–17)     | Chebbah, Jurack 5 | Morača Sports Center, Podgorica Nézőszám: 4500 Játékvezetők: Brunovský, Čanda (SVK) |
| 2010. november. 07. 19:30 | 3× 3×                  | Jegyzőkönyv | 2× 3×             | Morača Sports Center, Podgorica Nézőszám: 4500 Játékvezetők: Brunovský, Čanda (SVK) |

| 2010. november. 14. 14:00 | Gyinamo Volgograd | 27–32       | Budućnost Podgorica | Dynamo, Volgograd Nézőszám: 1500 Játékvezetők: Stolarovs, Līcis (LAT) |
| 2010. november. 14. 14:00 | Levina 8          | (14–15)     | Bulatović 9         | Dynamo, Volgograd Nézőszám: 1500 Játékvezetők: Stolarovs, Līcis (LAT) |
| 2010. november. 14. 14:00 | 1× 3×             | Jegyzőkönyv | 4× 2×               | Dynamo, Volgograd Nézőszám: 1500 Játékvezetők: Stolarovs, Līcis (LAT) |

| 2010. november. 14. 15:50 | Viborg HK | 37–33       | IK Sävehof | Viborg Stadionhal, Viborg Nézőszám: 1400 Játékvezetők: Maric, Masic (SRB) |
| 2010. november. 14. 15:50 | Chebbah 8 | (23–16)     | Gulldén 10 | Viborg Stadionhal, Viborg Nézőszám: 1400 Játékvezetők: Maric, Masic (SRB) |
| 2010. november. 14. 15:50 | 3× 3×     | Jegyzőkönyv | 2× 3×      | Viborg Stadionhal, Viborg Nézőszám: 1400 Játékvezetők: Maric, Masic (SRB) |

| 2010. november. 21. 14:25 | Viborg HK | 36–29       | Gyinamo Volgograd | Viborg Stadionhal, Viborg Nézőszám: 2700 Játékvezetők: Gubica, Milosevic (CRO) |
| 2010. november. 21. 14:25 | Jurack 17 | (14–17)     | Lambevska 12      | Viborg Stadionhal, Viborg Nézőszám: 2700 Játékvezetők: Gubica, Milosevic (CRO) |
| 2010. november. 21. 14:25 | 3× 2×     | Jegyzőkönyv | 6× 3×             | Viborg Stadionhal, Viborg Nézőszám: 2700 Játékvezetők: Gubica, Milosevic (CRO) |

| 2010. november. 21. 19:30 | Budućnost Podgorica | 33–26       | IK Sävehof   | Morača Sports Center, Podgorica Nézőszám: 2000 Játékvezetők: Kékes, Kékes (HUN) |
| 2010. november. 21. 19:30 | Radičević 9         | (16–14)     | Fogelström 6 | Morača Sports Center, Podgorica Nézőszám: 2000 Játékvezetők: Kékes, Kékes (HUN) |
| 2010. november. 21. 19:30 | 5× 3×               | Jegyzőkönyv | 2× 2×        | Morača Sports Center, Podgorica Nézőszám: 2000 Játékvezetők: Kékes, Kékes (HUN) |

### B csoport
| #  | Csapat                | M | Gy | D | V | G+  | G–  | Gk  | P  |
| -- | --------------------- | - | -- | - | - | --- | --- | --- | -- |
| 1. | Itxako Navarra        | 6 | 5  | 0 | 1 | 178 | 142 | +36 | 10 |
| 2. | HC Leipzig            | 6 | 4  | 0 | 2 | 148 | 146 | +2  | 8  |
| 3. | Hypo Niederösterreich | 6 | 2  | 0 | 4 | 137 | 147 | –10 | 4  |
| 4. | DVSC-Korvex           | 6 | 1  | 0 | 5 | 143 | 171 | –28 | 2  |

| 2010. október. 09. 19:00 | Itxako Navarra | 23–24       | HC Leipzig | Polideportivo Municipal Lizarrerria, Estella-Lizarra Nézőszám: 1400 Játékvezetők: Gubica, Milosevic (CRO) |
| 2010. október. 09. 19:00 | négy játékos 4 | (12–14)     | Kudłacz 10 | Polideportivo Municipal Lizarrerria, Estella-Lizarra Nézőszám: 1400 Játékvezetők: Gubica, Milosevic (CRO) |
| 2010. október. 09. 19:00 | 1× 2×          | Jegyzőkönyv | 6× 3×      | Polideportivo Municipal Lizarrerria, Estella-Lizarra Nézőszám: 1400 Játékvezetők: Gubica, Milosevic (CRO) |

| 2010. október. 09. 20:25 | DVSC-Korvex     | 22–21       | Hypo Niederösterreich | Főnix Csarnok, Debrecen Nézőszám: 4500 Játékvezetők: Pavicevic, Raznatovic (MNG) |
| 2010. október. 09. 20:25 | három játékos 4 | (13–7)      | Nascimento 8          | Főnix Csarnok, Debrecen Nézőszám: 4500 Játékvezetők: Pavicevic, Raznatovic (MNG) |
| 2010. október. 09. 20:25 | 2× 3×           | Jegyzőkönyv | 2× 3×                 | Főnix Csarnok, Debrecen Nézőszám: 4500 Játékvezetők: Pavicevic, Raznatovic (MNG) |

| 2010. október. 13. 19:30 | HC Leipzig | 31–25       | DVSC-Korvex       | Arena Leipzig, Lipcse Nézőszám: 2800 Játékvezetők: Togstad, Kristiansen (NOR) |
| 2010. október. 13. 19:30 | Rösler 7   | (16–11)     | Csáki, Sopronyi 7 | Arena Leipzig, Lipcse Nézőszám: 2800 Játékvezetők: Togstad, Kristiansen (NOR) |
| 2010. október. 13. 19:30 | 2× 2×      | Jegyzőkönyv | 3× 2×             | Arena Leipzig, Lipcse Nézőszám: 2800 Játékvezetők: Togstad, Kristiansen (NOR) |

| 2010. október. 16. 20:15 | Hypo Niederösterreich | 19–30       | Itxako Navarra   | Bundessport- und Freizeitzentrum Südstadt, Maria Enzersdorf Nézőszám: 800 Játékvezetők: Stolarovs, Līcis (LAT) |
| 2010. október. 16. 20:15 | Nascimento 7          | (12–13)     | Barbosa, Turej 7 | Bundessport- und Freizeitzentrum Südstadt, Maria Enzersdorf Nézőszám: 800 Játékvezetők: Stolarovs, Līcis (LAT) |
| 2010. október. 16. 20:15 | 3× 3×                 | Jegyzőkönyv | 3×               | Bundessport- und Freizeitzentrum Südstadt, Maria Enzersdorf Nézőszám: 800 Játékvezetők: Stolarovs, Līcis (LAT) |

| 2010. október. 23. 15:00 | HC Leipzig | 23–28       | Hypo Niederösterreich | Arena Leipzig, Lipcse Nézőszám: 3000 Játékvezetők: Nikolov, Nachevski (MKD) |
| 2010. október. 23. 15:00 | Lyksborg 5 | (12–15)     | Rotiș-Nagy 12         | Arena Leipzig, Lipcse Nézőszám: 3000 Játékvezetők: Nikolov, Nachevski (MKD) |
| 2010. október. 23. 15:00 | 4× 3×      | Jegyzőkönyv | 3× 3×                 | Arena Leipzig, Lipcse Nézőszám: 3000 Játékvezetők: Nikolov, Nachevski (MKD) |

| 2010. október. 24. 15:00 | DVSC-Korvex | 27–32       | Itxako Navarra | Hódos Imre Rendezvénycsarnok, Debrecen Nézőszám: 1600 Játékvezetők: Cohen, Peretz (ISR) |
| 2010. október. 24. 15:00 | Sopronyi 9  | (15–19)     | Barbosa 9      | Hódos Imre Rendezvénycsarnok, Debrecen Nézőszám: 1600 Játékvezetők: Cohen, Peretz (ISR) |
| 2010. október. 24. 15:00 | 3× 3×       | Jegyzőkönyv | 8× 3× 1×       | Hódos Imre Rendezvénycsarnok, Debrecen Nézőszám: 1600 Játékvezetők: Cohen, Peretz (ISR) |

| 2010. november. 06. 19:00 | Itxako Navarra    | 23–21       | Hypo Niederösterreich | Polideportivo Municipal Lizarrerria, Estella-Lizarra Nézőszám: 1200 Játékvezetők: Arntsen, Gullaksen (NOR) |
| 2010. november. 06. 19:00 | Aguilar, Martín 5 | (11–7)      | Nascimento 6          | Polideportivo Municipal Lizarrerria, Estella-Lizarra Nézőszám: 1200 Játékvezetők: Arntsen, Gullaksen (NOR) |
| 2010. november. 06. 19:00 | 2× 2×             | Jegyzőkönyv | 3× 2×                 | Polideportivo Municipal Lizarrerria, Estella-Lizarra Nézőszám: 1200 Játékvezetők: Arntsen, Gullaksen (NOR) |

| 2010. november. 07. 16:30 | DVSC-Korvex | 19–20       | HC Leipzig | Hódos Imre Rendezvénycsarnok, Debrecen Nézőszám: 1600 Játékvezetők: Cvetko, Kavalar (SLO) |
| 2010. november. 07. 16:30 | Sopronyi 6  | (8–11)      | Kudłacz 7  | Hódos Imre Rendezvénycsarnok, Debrecen Nézőszám: 1600 Játékvezetők: Cvetko, Kavalar (SLO) |
| 2010. november. 07. 16:30 | 4× 3×       | Jegyzőkönyv | 3× 3×      | Hódos Imre Rendezvénycsarnok, Debrecen Nézőszám: 1600 Játékvezetők: Cvetko, Kavalar (SLO) |

| 2010. november. 13. 20:15 | Hypo Niederösterreich    | 28–26       | DVSC-Korvex | Bundessport- und Freizeitzentrum Südstadt, Maria Enzersdorf Nézőszám: 1000 Játékvezetők: Bonaventura, Bonaventura (FRA) |
| 2010. november. 13. 20:15 | Nascimento, Rotiș-Nagy 7 | (15–14)     | Bognár 8    | Bundessport- und Freizeitzentrum Südstadt, Maria Enzersdorf Nézőszám: 1000 Játékvezetők: Bonaventura, Bonaventura (FRA) |
| 2010. november. 13. 20:15 | 3× 2×                    | Jegyzőkönyv | 1× 2×       | Bundessport- und Freizeitzentrum Südstadt, Maria Enzersdorf Nézőszám: 1000 Játékvezetők: Bonaventura, Bonaventura (FRA) |

| 2010. november. 14. 15:00 | HC Leipzig | 27–31       | Itxako Navarra | Arena Leipzig, Lipcse Nézőszám: 3200 Játékvezetők: Gjeding, Hansen (DEN) |
| 2010. november. 14. 15:00 | Kudłacz 9  | (16–20)     | Aguilar 6      | Arena Leipzig, Lipcse Nézőszám: 3200 Játékvezetők: Gjeding, Hansen (DEN) |
| 2010. november. 14. 15:00 | 2× 2×      | Jegyzőkönyv | 1× 3×          | Arena Leipzig, Lipcse Nézőszám: 3200 Játékvezetők: Gjeding, Hansen (DEN) |

| 2010. november. 20. 19:00 | Itxako Navarra | 39–24       | DVSC-Korvex | Polideportivo Municipal Lizarrerria, Estella-Lizarra Nézőszám: 1000 Játékvezetők: Opava, Valek (CZE) |
| 2010. november. 20. 19:00 | Pena, Șoit 6   | (20–14)     | Bulath 7    | Polideportivo Municipal Lizarrerria, Estella-Lizarra Nézőszám: 1000 Játékvezetők: Opava, Valek (CZE) |
| 2010. november. 20. 19:00 | 1× 2×          | Jegyzőkönyv | 7× 3×       | Polideportivo Municipal Lizarrerria, Estella-Lizarra Nézőszám: 1000 Játékvezetők: Opava, Valek (CZE) |

| 2010. november. 20. 20:15 | Hypo Niederösterreich | 20–23       | HC Leipzig | Bundessport- und Freizeitzentrum Südstadt, Maria Enzersdorf Nézőszám: 1200 Játékvezetők: Guseva, Vartanyan (RUS) |
| 2010. november. 20. 20:15 | Nascimento 5          | (12–11)     | Ulbricht 7 | Bundessport- und Freizeitzentrum Südstadt, Maria Enzersdorf Nézőszám: 1200 Játékvezetők: Guseva, Vartanyan (RUS) |
| 2010. november. 20. 20:15 | 1× 3×                 | Jegyzőkönyv | 1× 1×      | Bundessport- und Freizeitzentrum Südstadt, Maria Enzersdorf Nézőszám: 1200 Játékvezetők: Guseva, Vartanyan (RUS) |

### C csoport
| #  | Csapat                        | M | Gy | D | V | G+  | G–  | Gk  | P  |
| -- | ----------------------------- | - | -- | - | - | --- | --- | --- | -- |
| 1. | Larvik HK                     | 6 | 5  | 0 | 1 | 202 | 157 | +45 | 10 |
| 2. | Oltchim Vâlcea                | 6 | 4  | 0 | 2 | 169 | 152 | +17 | 8  |
| 3. | Toulon Saint-Cyr Var Handball | 6 | 2  | 0 | 4 | 148 | 171 | –23 | 4  |
| 4. | Randers HK                    | 6 | 1  | 0 | 5 | 136 | 175 | –39 | 2  |

| 2010. október. 09. 14:30 | Randers HK | 27–23       | Oltchim Vâlcea | Elro Arena Randers, Randers Nézőszám: 1200 Játékvezetők: Veber, Pangerc (SLO) |
| 2010. október. 09. 14:30 | Dalby 10   | (14–12)     | Han 8          | Elro Arena Randers, Randers Nézőszám: 1200 Játékvezetők: Veber, Pangerc (SLO) |
| 2010. október. 09. 14:30 | 5× 3×      | Jegyzőkönyv | 7× 3×          | Elro Arena Randers, Randers Nézőszám: 1200 Játékvezetők: Veber, Pangerc (SLO) |

| 2010. október. 10. 16:00 | Toulon Saint-Cyr Var Handball | 28–31       | Larvik HK    | Palais des Sports de Toulon, Toulon Nézőszám: 2100 Játékvezetők: Nikolovski, Kolevski (MKD) |
| 2010. október. 10. 16:00 | Tuvene 8                      | (12–16)     | Løke, Mørk 7 | Palais des Sports de Toulon, Toulon Nézőszám: 2100 Játékvezetők: Nikolovski, Kolevski (MKD) |
| 2010. október. 10. 16:00 | 3× 3×                         | Jegyzőkönyv | 6× 3×        | Palais des Sports de Toulon, Toulon Nézőszám: 2100 Játékvezetők: Nikolovski, Kolevski (MKD) |

| 2010. október. 16. 17:45 | Larvik HK | 33–19       | Randers HK | Arena Larvik, Larvik Nézőszám: 1800 Játékvezetők: Leandersson, Lindroos (FIN) |
| 2010. október. 16. 17:45 | Løke 10   | (18–8)      | Dalby 5    | Arena Larvik, Larvik Nézőszám: 1800 Játékvezetők: Leandersson, Lindroos (FIN) |
| 2010. október. 16. 17:45 | 3× 3×     | Jegyzőkönyv | 5× 3×      | Arena Larvik, Larvik Nézőszám: 1800 Játékvezetők: Leandersson, Lindroos (FIN) |

| 2010. október. 17. 18:00 | Oltchim Vâlcea  | 28–19       | Toulon Saint-Cyr Var Handball | Sala Sporturilor Traian, Râmnicu Vâlcea Nézőszám: 1600 Játékvezetők: Guseva, Vartanyan (RUS) |
| 2010. október. 17. 18:00 | Ardean-Elisei 7 | (15–9)      | Mwasesa 5                     | Sala Sporturilor Traian, Râmnicu Vâlcea Nézőszám: 1600 Játékvezetők: Guseva, Vartanyan (RUS) |
| 2010. október. 17. 18:00 | 4× 3×           | Jegyzőkönyv | 2× 3×                         | Sala Sporturilor Traian, Râmnicu Vâlcea Nézőszám: 1600 Játékvezetők: Guseva, Vartanyan (RUS) |

| 2010. október. 23. 14:30 | Randers HK | 25–29       | Toulon Saint-Cyr Var Handball | Elro Arena Randers, Randers Nézőszám: 1400 Játékvezetők: Novikov, Perepilitsy (UKR) |
| 2010. október. 23. 14:30 | Wörz 6     | (12–16)     | Mwasesa 9                     | Elro Arena Randers, Randers Nézőszám: 1400 Játékvezetők: Novikov, Perepilitsy (UKR) |
| 2010. október. 23. 14:30 | 4× 2×      | Jegyzőkönyv | 2× 3×                         | Elro Arena Randers, Randers Nézőszám: 1400 Játékvezetők: Novikov, Perepilitsy (UKR) |

| 2010. október. 23. 17:15 | Larvik HK | 34–31       | Oltchim Vâlcea | Arena Larvik, Larvik Nézőszám: 2800 Játékvezetők: Gubica, Milosevic (CRO) |
| 2010. október. 23. 17:15 | Mørk 9    | (17–18)     | Farcău 7       | Arena Larvik, Larvik Nézőszám: 2800 Játékvezetők: Gubica, Milosevic (CRO) |
| 2010. október. 23. 17:15 | 4× 3×     | Jegyzőkönyv | 6× 2×          | Arena Larvik, Larvik Nézőszám: 2800 Játékvezetők: Gubica, Milosevic (CRO) |

| 2010. november. 07. 14:00 | Randers HK    | 20–38       | Larvik HK    | Elro Arena Randers, Randers Nézőszám: 2100 Játékvezetők: Andorka, Hucker (HUN) |
| 2010. november. 07. 14:00 | Aaen, Dalby 5 | (13–20)     | Riegelhuth 6 | Elro Arena Randers, Randers Nézőszám: 2100 Játékvezetők: Andorka, Hucker (HUN) |
| 2010. november. 07. 14:00 | 2× 3×         | Jegyzőkönyv | 1× 3×        | Elro Arena Randers, Randers Nézőszám: 2100 Játékvezetők: Andorka, Hucker (HUN) |

| 2010. november. 07. 17:00 | Toulon Saint-Cyr Var Handball | 22–26       | Oltchim Vâlcea         | Palais des Sports de Toulon, Toulon Nézőszám: 2400 Játékvezetők: Pavicevic, Raznatovic (MNG) |
| 2010. november. 07. 17:00 | Mwasesa 10                    | (13–13)     | Ardean-Elisei, Neagu 5 | Palais des Sports de Toulon, Toulon Nézőszám: 2400 Játékvezetők: Pavicevic, Raznatovic (MNG) |
| 2010. november. 07. 17:00 | 3× 3×                         | Jegyzőkönyv | 4× 3×                  | Palais des Sports de Toulon, Toulon Nézőszám: 2400 Játékvezetők: Pavicevic, Raznatovic (MNG) |

| 2010. november. 13. 17:15 | Larvik HK | 38–26       | Toulon Saint-Cyr Var Handball | Arena Larvik, Larvik Nézőszám: 2500 Játékvezetők: Vodopivec, Krasna (SLO) |
| 2010. november. 13. 17:15 | Løke 12   | (23–13)     | Tuvene 7                      | Arena Larvik, Larvik Nézőszám: 2500 Játékvezetők: Vodopivec, Krasna (SLO) |
| 2010. november. 13. 17:15 | 5× 3× 1×  | Jegyzőkönyv | 6× 3×                         | Arena Larvik, Larvik Nézőszám: 2500 Játékvezetők: Vodopivec, Krasna (SLO) |

| 2010. november. 14. 18:00 | Oltchim Vâlcea | 28–22       | Randers HK | Sala Sporturilor Traian, Râmnicu Vâlcea Nézőszám: 1900 Játékvezetők: Mazeika, Gatelis (LTU) |
| 2010. november. 14. 18:00 | Stanca 8       | (12–9)      | Freulund 4 | Sala Sporturilor Traian, Râmnicu Vâlcea Nézőszám: 1900 Játékvezetők: Mazeika, Gatelis (LTU) |
| 2010. november. 14. 18:00 | 3× 3×          | Jegyzőkönyv | 3× 3×      | Sala Sporturilor Traian, Râmnicu Vâlcea Nézőszám: 1900 Játékvezetők: Mazeika, Gatelis (LTU) |

| 2010. november. 21. 18:00 | Oltchim Vâlcea          | 33–28       | Larvik HK       | Sala Sporturilor Traian, Râmnicu Vâlcea Nézőszám: 1900 Játékvezetők: Brunovský, Čanda (SVK) |
| 2010. november. 21. 18:00 | Ardean-Elisei, Stanca 6 | (18–13)     | három játékos 6 | Sala Sporturilor Traian, Râmnicu Vâlcea Nézőszám: 1900 Játékvezetők: Brunovský, Čanda (SVK) |
| 2010. november. 21. 18:00 | 4× 3×                   | Jegyzőkönyv | 6× 3×           | Sala Sporturilor Traian, Râmnicu Vâlcea Nézőszám: 1900 Játékvezetők: Brunovský, Čanda (SVK) |

| 2010. november. 21. 18:45 | Toulon Saint-Cyr Var Handball | 24–23       | Randers HK | Palais des Sports de Toulon, Toulon Nézőszám: 3200 Játékvezetők: Cohen, Peretz (ISR) |
| 2010. november. 21. 18:45 | Gnabouyou, Mwasesa 5          | (16–10)     | Dalby 11   | Palais des Sports de Toulon, Toulon Nézőszám: 3200 Játékvezetők: Cohen, Peretz (ISR) |
| 2010. november. 21. 18:45 | 3× 3×                         | Jegyzőkönyv | 4× 3×      | Palais des Sports de Toulon, Toulon Nézőszám: 3200 Játékvezetők: Cohen, Peretz (ISR) |

### D csoport
| #  | Csapat              | M | Gy | D | V | G+  | G–  | Gk  | P  |
| -- | ------------------- | - | -- | - | - | --- | --- | --- | -- |
| 1. | Győri Audi ETO KC   | 6 | 5  | 0 | 1 | 183 | 153 | +30 | 10 |
| 2. | Krim                | 6 | 4  | 0 | 2 | 181 | 172 | +9  | 8  |
| 3. | Zvezda Zvenyigorod  | 6 | 2  | 0 | 4 | 170 | 197 | –27 | 4  |
| 4. | Podravka Koprivnica | 6 | 1  | 0 | 5 | 168 | 180 | –12 | 2  |

| 2010. október. 10. 17:00 | Zvezda Zvenyigorod | 31–28       | Győri Audi ETO KC | Sport Hall "Olimpiyskiy", Csehov Nézőszám: 1500 Játékvezetők: Nybo, Poulsen (DEN) |
| 2010. október. 10. 17:00 | Kuznyecova 8       | (17–14)     | Görbicz 9         | Sport Hall "Olimpiyskiy", Csehov Nézőszám: 1500 Játékvezetők: Nybo, Poulsen (DEN) |
| 2010. október. 10. 17:00 | 3× 3×              | Jegyzőkönyv | 4× 3×             | Sport Hall "Olimpiyskiy", Csehov Nézőszám: 1500 Játékvezetők: Nybo, Poulsen (DEN) |

| 2010. október. 10. 17:00 | Podravka Koprivnica | 30–35       | Krim    | Fran Galović, Kapronca Nézőszám: 2000 Játékvezetők: Arntsen, Gullaksen (NOR) |
| 2010. október. 10. 17:00 | Pušić, Zebić 6      | (16–19)     | Lekić 7 | Fran Galović, Kapronca Nézőszám: 2000 Játékvezetők: Arntsen, Gullaksen (NOR) |
| 2010. október. 10. 17:00 | 5× 3×               | Jegyzőkönyv | 1× 2×   | Fran Galović, Kapronca Nézőszám: 2000 Játékvezetők: Arntsen, Gullaksen (NOR) |

| 2010. október. 16. 18:00 | Krim     | 37–32       | Zvezda Zvenyigorod | Arena Stožice, Ljubljana Nézőszám: 3200 Játékvezetők: Cirligeanu, Bejinariu (ROU) |
| 2010. október. 16. 18:00 | Varlec 9 | (17–17)     | Szeny 8            | Arena Stožice, Ljubljana Nézőszám: 3200 Játékvezetők: Cirligeanu, Bejinariu (ROU) |
| 2010. október. 16. 18:00 | 2× 2×    | Jegyzőkönyv | 6× 3×              | Arena Stožice, Ljubljana Nézőszám: 3200 Játékvezetők: Cirligeanu, Bejinariu (ROU) |

| 2010. október. 17. 15:25 | Győri Audi ETO KC | 27–25       | Podravka Koprivnica         | Magvassy Mihály Sportcsarnok, Győr Nézőszám: 2000 Játékvezetők: Florescu, Duta (ROU) |
| 2010. október. 17. 15:25 | Gros 8            | (18–15)     | Milanović-Litre, Nikčević 4 | Magvassy Mihály Sportcsarnok, Győr Nézőszám: 2000 Játékvezetők: Florescu, Duta (ROU) |
| 2010. október. 17. 15:25 | 3× 3×             | Jegyzőkönyv | 5× 3×                       | Magvassy Mihály Sportcsarnok, Győr Nézőszám: 2000 Játékvezetők: Florescu, Duta (ROU) |

| 2010. október. 23. 18:30 | Krim     | 30–34       | Győri Audi ETO KC | Arena Stožice, Ljubljana Nézőszám: 3600 Játékvezetők: Dentz, Reibel (FRA) |
| 2010. október. 23. 18:30 | Lekić 10 | (14–19)     | Görbicz 11        | Arena Stožice, Ljubljana Nézőszám: 3600 Játékvezetők: Dentz, Reibel (FRA) |
| 2010. október. 23. 18:30 | 4× 3×    | Jegyzőkönyv | 10× 3× 1×         | Arena Stožice, Ljubljana Nézőszám: 3600 Játékvezetők: Dentz, Reibel (FRA) |

| 2010. október. 24. 16:00 | Zvezda Zvenyigorod | 29–26       | Podravka Koprivnica | Sport Hall "Olimpiyskiy", Csehov Nézőszám: 2000 Játékvezetők: Lythje, Christiansen (DEN) |
| 2010. október. 24. 16:00 | Posztnova, Szeny 7 | (11–14)     | Pasicnik 6          | Sport Hall "Olimpiyskiy", Csehov Nézőszám: 2000 Játékvezetők: Lythje, Christiansen (DEN) |
| 2010. október. 24. 16:00 | 3× 3×              | Jegyzőkönyv | 7× 2× 1×            | Sport Hall "Olimpiyskiy", Csehov Nézőszám: 2000 Játékvezetők: Lythje, Christiansen (DEN) |

| 2010. november. 07. 14:00 | Zvezda Zvenyigorod | 28–32       | Krim    | Sport Hall "Olimpiyskiy", Csehov Nézőszám: 1000 Játékvezetők: Pandzic, Mosorinski (SRB) |
| 2010. november. 07. 14:00 | Kuznyecova 9       | (7–19)      | Lekić 8 | Sport Hall "Olimpiyskiy", Csehov Nézőszám: 1000 Játékvezetők: Pandzic, Mosorinski (SRB) |
| 2010. november. 07. 14:00 | 5× 3× 1×           | Jegyzőkönyv | 2× 3×   | Sport Hall "Olimpiyskiy", Csehov Nézőszám: 1000 Játékvezetők: Pandzic, Mosorinski (SRB) |

| 2010. november. 07. 14:30 | Podravka Koprivnica | 24–35       | Győri Audi ETO KC | Fran Galović, Kapronca Nézőszám: 1900 Játékvezetők: Covalciuc, Covalciuc (MDA) |
| 2010. november. 07. 14:30 | Pušić 8             | (10–19)     | Görbicz 8         | Fran Galović, Kapronca Nézőszám: 1900 Játékvezetők: Covalciuc, Covalciuc (MDA) |
| 2010. november. 07. 14:30 | 5× 3×               | Jegyzőkönyv | 5× 3×             | Fran Galović, Kapronca Nézőszám: 1900 Játékvezetők: Covalciuc, Covalciuc (MDA) |

| 2010. november. 13. 17:25 | Győri Audi ETO KC | 33–22       | Zvezda Zvenyigorod | Magvassy Mihály Sportcsarnok, Győr Nézőszám: 2300 Játékvezetők: Methe, Methe (GER) |
| 2010. november. 13. 17:25 | Görbicz 7         | (19–12)     | Szeny 8            | Magvassy Mihály Sportcsarnok, Győr Nézőszám: 2300 Játékvezetők: Methe, Methe (GER) |
| 2010. november. 13. 17:25 | 4× 3×             | Jegyzőkönyv | 4× 3×              | Magvassy Mihály Sportcsarnok, Győr Nézőszám: 2300 Játékvezetők: Methe, Methe (GER) |

| 2010. november. 13. 18:15 | Krim            | 26–22       | Podravka Koprivnica | Arena Stožice, Ljubljana Nézőszám: 3500 Játékvezetők: Wyss, Zowa (SUI) |
| 2010. november. 13. 18:15 | három játékos 5 | (12–12)     | Nikčević 5          | Arena Stožice, Ljubljana Nézőszám: 3500 Játékvezetők: Wyss, Zowa (SUI) |
| 2010. november. 13. 18:15 | 3× 3×           | Jegyzőkönyv | 5× 4×               | Arena Stožice, Ljubljana Nézőszám: 3500 Játékvezetők: Wyss, Zowa (SUI) |

| 2010. november. 20. 17:15 | Győri Audi ETO KC | 26–21       | Krim                | Magvassy Mihály Sportcsarnok, Győr Nézőszám: 2800 Játékvezetők: Togstad, Kristiansen (NOR) |
| 2010. november. 20. 17:15 | Vérten 6          | (11–9)      | Mavsar, Verheljuk 5 | Magvassy Mihály Sportcsarnok, Győr Nézőszám: 2800 Játékvezetők: Togstad, Kristiansen (NOR) |
| 2010. november. 20. 17:15 | 2× 3×             | Jegyzőkönyv | 1× 3×               | Magvassy Mihály Sportcsarnok, Győr Nézőszám: 2800 Játékvezetők: Togstad, Kristiansen (NOR) |

| 2010. november. 21. 16:00 | Podravka Koprivnica | 41–28       | Zvezda Zvenyigorod | Fran Galović, Kapronca Nézőszám: 2000 Játékvezetők: Erdogan, Özdeniz (TUR) |
| 2010. november. 21. 16:00 | Petković 9          | (22–17)     | Vetkova 11         | Fran Galović, Kapronca Nézőszám: 2000 Játékvezetők: Erdogan, Özdeniz (TUR) |
| 2010. november. 21. 16:00 | 4× 3×               | Jegyzőkönyv | 3× 2×              | Fran Galović, Kapronca Nézőszám: 2000 Játékvezetők: Erdogan, Özdeniz (TUR) |